# Таран, Пётр Тихонович
Пётр Тихонович Таран (15 июня 1919 — 9 мая 1943) — командир отделения 26-го стрелкового полка 1-й отдельной дивизии Войск Народного комиссариата внутренних дел СССР 56-й армии Северо-Кавказского фронта, сержант. Герой Советского Союза.

## Биография
Родился 15 июня 1919 года в селе Шушваловка ныне Глобинского района Полтавской области Украины. Украинец. Окончил 7 классов, школу ФЗУ. Работал на Одесской кондитерской фабрике.
В Пограничных войсках НКВД СССР с октября 1939 года. Служил в Закавказском пограничном округе. Окончил учебный центр в Кутаиси в 1940 году, после чего служил в маневровой группе 39-го Сухумского пограничного отряда. С марта 1941 года проходил службу в 43-м Геок-Тепинском пограничном отряде на советско-иранской границе. Окончил курсы пулемётчиков и в 1942 году — школу младшего начальствующего состава.
На фронте в Великую Отечественную войну с января 1942 года. Участвовал в оборонительных боях под Ростовом, в обороне Кавказа (Нальчикско-Орджоникидзевская и Туапсинская операции).
Командир отделения 26-го стрелкового полка кандидат в члены ВКП(б) сержант Пётр Таран отличился в наступательном этапе битвы за Кавказ при прорыве обороны противника в районе станицы Крымская в апреле — мае 1943 года.
30 апреля во главе отделения сержант Таран первым ворвался в окопы врага. Лично уничтожил пулемётный расчёт, а отделение — до 20 вражеских солдат.
В бою 9 мая 1943 года отделению сержанта Тарана было приказано проделать проход в немецких инженерных заграждениях. Однако огонь противника не давал возможности бойцам своевременно выполнить задачу, а между тем рота уже поднялась в атаку. Ещё немного — и немцы накроют подразделение артиллерийским огнём перед проволочным заграждением. Сержант Таран расшатал несколько кольев, приподнял над землёй два пролёта проволоки и, держа их на плечах, обеспечил проход всего атакующего подразделения. Получив два ранения, пограничник вместе со всеми устремился в атаку. Вместе с бойцами он ворвался во вражескую траншею, уничтожил несколько огневых точек и девять противников.
В этом бою сержант Пётр Таран погиб в одной из атак. Похоронен в селе Молдаванское Крымского района.
Указом Президиума Верховного Совета СССР от 25 октября 1943 года за образцовое выполнение боевых заданий командования и проявленные при этом мужество и героизм сержанту Тарану Петру Тихоновичу посмертно присвоено звание Героя Советского Союза.
Награждён орденом Ленина.
Герой Советского Союза П. Т. Таран навечно зачислен в списки воинской части.
Указом Президиума Верховного Совета Азербайджанской ССР № 702 от 30 ноября 1972 года имя Героя Советского Союза Тарана Петра Тихоновича было присвоено пограничной заставе Пришибского пограничного отряда, в которой он служил до войны. После передислокации отряда в город Нальчик приказом директора ФПС России от 4 мая 1995 года имя героя-пограничника было присвоено пограничной заставе «Верхняя Балкария» Нальчикского пограничного отряда.
Также именем Героя названы улица в Крымске, Броварковская средняя школа. Имя отважного пограничника занесено в Книгу почёта ЦК ВЛКСМ. На месте подвига Героя установлен обелиск, а также памятник — в городе-герое Одессе.
В посёлке Саук-Дере Краснодарского края, на высоте 195,5 установлен обелиск в память Петра Тихоновича Тарана с высеченной надписью: «Здесь 9 мая 1943 года совершил беспримерный подвиг Герой Советского Союза — пограничник П.Т. Таран».